# سبرود الحور
سبرود الحَوْر هو نوع من جنس سبرود من الخنافس في فصيلة القرنبيات التي تشكل عفصة خشبية على أغصان شجر الحور والصفصاف. وصفه كارل لينيوس عام 1758.